# Działki (Siedliszcze)
Działki – część miasta Siedliszcze w województwie lubelskim, w powiecie chełmskim.
Obejmuje zachodnią, słabo zabudowaną część miasta, należącą do końca 2011 roku do wsi Siedliszcze. Ciągnie się na zachód od Cmentarza Żydowskiego po granice miasta, częściowo wzdłuż ulicy o nazwie Działki. W latach 1975–1998 miejscowość należała administracyjnie do województwa chełmskiego.